# Offensive tackle

Az offensive tackle elhelyezkedése egy támadó felállásban

Az offensive tackle (T)/(OT) vagy támadó szerelőjátékos egy amerikaifutball-játékos. A támadósorfalban helyezkedik el a többi sorjátékos között, a két guard külső oldalán. Erős testfelépítésűek, jó fizikummal rendelkeznek, tömegük eléri a 135 kg-ot is, a magasságuk pedig a legnagyobb a támadófal tagjai között.

## Feladatai
A tackle pozíciója igen fontos a támadásban. Fő feladata a blokkolás, azaz a védekező sorjátékosok megakadályozása abban, hogy a labda előrejutását gátolják, akár passz esetén, amikor védik a quarterbacket, akár futásnál, amikor megpróbálnak teret nyitni a running backnek. De mivel szélső játékos, ha a tight end passz elkapására előre halad, akkor a mellette lévő tackle követi és fedezi őt, és blokkolja a defense azon egységeit, akiket a guard és a tight end nem tud. Védekezhetnek továbbá a defensive endek és a külső linebackerek ellen is.

## Típusai
Elhelyezkedéstől függően lehet bal vagy jobb, azaz left és right tackle (LT)/(RT).
A right tackle általában a csapat legjobb futóblokkolója. Mivel a futások jó része az úgynevezett strong-side felé irányul (ahol a tight end van), ezért ott nagyobb szükség van egy jó blokkolóra.
A left tackle általában a csapat legjobb passzblokkolója. Ő az aki, megállítja a quarterbacket támadó ellenfeleket. Ez azért a bal oldali tackle feladata, mert az általában jobbkezes irányítóknak a bal oldal „holttér”, ahonnan nem látják a rájuk leselkedő veszélyt. Így neki jóval nagyobb állóképességre van szüksége, mint a right tackle-nek. Természetesen a bal kezes irányítóknál a felállás fordított. Tekintve nehéz és felelősségteljes munkáját, a csapatokban a left tackle a második legjobban fizetett játékos a quarterback után.
A támadófal játékosaként ő sem lehet passzt fogadó játékos, csak különleges esetben, például fumble esetén érhet a labdához.

## Külső hivatkozások
- Barry Cawley - Charles Brodgen: Hogyan játsszák? Amerikai Futball ISBN 9631097668
- NFL hivatalos oldala

| Amerikai futball-pozíciók                  | Amerikai futball-pozíciók            | Amerikai futball-pozíciók | Amerikai futball-pozíciók             | Amerikai futball-pozíciók | Amerikai futball-pozíciók               | Amerikai futball-pozíciók | Amerikai futball-pozíciók |
| Offense                                    | Offense                              |                           | Defense                               | Defense                   |                                         | Special teams             | Special teams             |
| ------------------------------------------ | ------------------------------------ | ------------------------- | ------------------------------------- | ------------------------- | --------------------------------------- | ------------------------- | ------------------------- |
| Linemen                                    | Guard, Tackle, Center                | Linemen                   | Nose tackle, Tackle, End, Edge rusher | Rúgó játékosok            | Placekicker, Punter, Kickoff specialist |                           |                           |
| Quarterback                                | Quarterback                          | Linebacker                | Linebacker                            | Snapping                  | Long snapper, Holder                    |                           |                           |
| Backs                                      | Halfback, Fullback, H-back, Wingback | Backs                     | Cornerback, Safety                    | Visszahordás              | Punt returner, Kick returner            |                           |                           |
| Elkapók                                    | Wide receiver, Tight end, Slotback   | Backs                     | Nickelback, Dimeback                  | Szerelés                  | Gunner                                  |                           |                           |
| Formációk - Pozíciók története - Stratégia |                                      |                           |                                       |                           |                                         |                           |                           |